# 民主革命党 (巴拿马)
民主革命党（西班牙語：Partido Revolucionario Democrático，简称PRD）是巴拿马1979年组成的左派政党。现为执政党。1978年由奥马尔·托里霍斯·埃雷拉将军倡议筹建，1979年3月11日正式成立。1981年托里霍斯将軍因飛機失事身亡后，後継者曼纽尔·诺列加将軍同美国的关系恶化，1989年美国入侵巴拿马，诺列加被逮捕，民主革命党被禁。
1990年巴拿马恢复民主政治，民主革命党重建，并迅速成为第一大党。1994年总书记埃斯内托·佩雷斯·巴利亚达雷斯代表民主革命党击败前总统米蕾娅·莫斯科索，当选巴拿马总统。
1999年民主革命党在选举中失利.
2004年托里霍斯将軍之子马丁·托里霍斯以47.4%的得票率当选巴拿马总统。
2019年该党候选人劳伦蒂诺·科尔蒂索当选巴拿马总统。